# Anthony Foxx
Anthony Renard Foxx (Charlotte, 30 aprile 1971) è un politico statunitense, Segretario dei Trasporti sotto l'amministrazione Obama e in precedenza sindaco di Charlotte.

## Biografia
Nato e cresciuto a Charlotte, Foxx studiò legge all'Università di New York e successivamente lavorò presso il Dipartimento di Giustizia degli Stati Uniti d'America.
Nel 2005 vinse un seggio all'interno del consiglio comunale di Charlotte, poi quattro anni dopo fu eletto sindaco della città. Foxx lasciò il posto nel 2013 quando decise di accettare l'offerta del Presidente Barack Obama, che lo aveva nominato Segretario dei Trasporti.
Coniugato con Samara Ryder, Foxx è padre di due figli.